# Ornithoboea calcicola
Ornithoboea calcicola là một loài thực vật có hoa trong họ Tai voi. Loài này được C.Y. Wu ex H.W. Li mô tả khoa học đầu tiên năm 1983.